# Aleksej Gusjtjin
Aleksej Gusjtjin, född 5 januari 1922 i Aleksandrovka, död 1987 i Moskva, var en sovjetisk sportskytt.
Gusjtjin blev olympisk guldmedaljör i fripistol vid sommarspelen 1960 i Rom.